# Lingenau
Lingenau település Ausztria legnyugatibb tartományának, Vorarlbergnek a Bregenzi járásában található. Területe 6,89 km², lakosainak száma 1357 fő, népsűrűsége 200 fő/km² (2014. január 1-jén). A település 685 méter tengerszint feletti magasságban helyezkedik el.

## Fordítás
- Ez a szócikk részben vagy egészben  a   Lingenau című angol Wikipédia-szócikk ezen változatának fordításán alapul.  Az eredeti cikk szerkesztőit annak laptörténete sorolja fel. Ez a jelzés csupán a megfogalmazás eredetét és a szerzői jogokat jelzi, nem szolgál a cikkben szereplő információk forrásmegjelöléseként.